# بریزلس
بریزلس (به فرانسوی: Brasles) یک کمون در فرانسه است که در ان (ا-دو-فرانس) واقع شده‌است. بریزلس ۷٫۴۵ کیلومتر مربع مساحت دارد ۶۸ متر بالاتر از سطح دریا واقع شده‌است.